# Löderup
Löderup es una localidad del municipio de Ystad, en la provincia histórica de Escania, Suecia. En el año 2010 contaba con 550 habitantes.